# White Russian
A White Russian (am. fehér orosz) egy édes, vodka alapú koktél, melyet kahlúával vagy más kávélikőrrel és tejjel vagy tejszínnel készítenek. Népszerűségének újjáéledéséhez hozzájárult A nagy Lebowski című film, melyben a főszereplő, Töki kedvenc itala volt.
A tipikus elkészítési módja két rész vodka egy rész kávélikőrrel és némi tejszínnel és jéggel. Legtöbbször old fashioned pohárban szolgálják fel, vagy a mixer keveri össze, vagy a vendég kap hozzá egy szívószálat a keveréshez.
Az ital nem orosz eredetű, az orosz polgárháborúra utaló „fehér orosz” elnevezést a vodkatartalma, illetve színe miatt kapta.
A Black Russian lényegében megegyezik a White Russiannel, de nincs benne tejszín.